# Объездно
Объездно — деревня в Валдайском районе Новгородской области России. Входит в состав Яжелбицкого сельского поселения.

## География
Деревня находится в юго-восточной части Новгородской области, в зоне хвойно-широколиственных лесов, к югу от автотрассы М10, на расстоянии примерно 20 км (по прямой) к северо-западу от города Валдай, административного центра района. Абсолютная высота — 116 м над уровнем моря.

### Часовой пояс
Деревня Объездно, как и вся Новгородская область, находится в часовой зоне МСК (московское время). Смещение применяемого времени относительно UTC составляет +3:00.

## Население
| 2010 |
| ---- |
| 1    |

### Половой состав
По данным Всероссийской переписи населения 2010 года, в гендерной структуре населения женщины составляли 100 %.

### Национальный состав
Согласно результатам переписи 2002 года, в национальной структуре населения русские составляли 100 % из 5 чел.